# Гуаранда
Гуара́нда (ісп. Guaranda, San Pedro de Guaranda, кеч. Waranta) — місто в центрі Еквадору, столиця провінції Болівар. Населення становить приблизно 25 000 мешканців.

## Історія
Місто було засноване іспанськими дослідниками 1571 року, але не визнавалося таким офіційно до 11 листопада 1811. Місто відзначає День незалежності 10 листопада — на честь дня, коли місто остаточно проголосило незалежність від Іспанії.
Місто двічі (1674 та 1775) страждало від землетрусів, обидва рази зазнавало значних збитків, але відбудовувалося. Після землетрусу 1775 року відбудова тривала майже чотири роки.
23 жовтня 1997 року Гуаранду було проголошено офіційним культурним центром Еквадору завдяки історичній архітектурі центру міста.

## Географія
Знаходиться в центрі країни, біля підніжжя гірської версини Чимборасо. Гуаранда також відома як «Місто семи пагорбів» та «Місто постійних карнавалів».
Через місто проходять річки Салінас та Ільянгама (Гуаранда), які на півдні міста зливаються в річку Чимбо. Назва «Місто семи пагорбів» пояснюється тим, що місто оточують сім височин: Круслома, Лома де Гуаранда, Сан Хасінто, Сан Бартоло, Талалак, Тілілак та Ель-Кальваріо.

## Промисловість
В місті ведеться торгівля місцевими товарами: бісквітами, молочними продуктами, горілкою, відомішою як «Синій Птах» (ісп. Pájaro Azul), шерстю, тканинами та товарами з них.